# محمد يوسف خان (ماروثانياغام بيلاي)
محمد يوسف خان (من مواليد ماروثانياغام بيلاي)  كان قائدًا لجيش مدراس التابع لشركة الهند الشرقية البريطانية. ولد في عشيرة تاميل فيلالار عائلة في قرية تسمى بانايور في الهند البريطانية، ما هو الآن في نايناركويل تالوك، منطقة راماناثابورام في تاميل نادو، الهند. اعتنق الإسلام وسمي محمد يوسف خان. كان معروفًا باسم خان صاحب عندما أصبح حاكمًا لمادوراي. أصبح محاربًا في قوات أركوت، وبعد ذلك قائدًا لقوات شركة الهند الشرقية البريطانية. استخدمه البريطانيون وأركوت نواب لقمع انتفاضة بوليغار (المعروفة أيضًا باسم بالاياكارار) في جنوب الهند. في وقت لاحق تم تكليفه بإدارة دولة مادوراي عندما انتهى حكم مادوراي ناياك.
نشأ نزاع مع البريطانيين وأركوت نواب، وتم رشوة ثلاثة من رفاق خان للقبض عليه. تم القبض عليه أثناء صلاة الصبح (صلاح) وشنق في 15 أكتوبر 1764 في ساماتيبورام بالقرب من مادوراي. تشير الأساطير المحلية إلى أنه نجا من محاولتين سابقتين للشنق، وأن نواب كان يخشى عودة يوسف خان إلى الحياة ولذلك تم تقطيع جسده ودفنه في مواقع مختلفة حول تاميل نادو.

## مبكر سنين
ولد ماروداناياغام بيلاي عام 1725 في قرية أ. بانيور في عائلة هندوسية من طبقة فيلالار،  في ما يعرف الآن بمنطقة ضاحية رامانتبورم في تاميل نادو، الهند. فيليب ستانهوب، إيرل تشيسترفيلد الرابع - الذي كان في خدمة محمد علي خان والاجاه، نواب أركوت، لمدة ثلاث سنوات - يذكر في مذكراته الحقيقية لآسياتيكوس أن يوسف خان كان من أصل ملكي ونسب عالٍ.  الطبعة الثانية، 1785، الصفحة 160 تحكي المجلة الاسكتلندية (1765، الصفحة 264) عن رسالة كتبها رجل نبيل في جزر الهند الشرقية إلى صديق في اسكتلندا، من المعسكر العسكري قبل بالامكوتاه، بتاريخ 22 أكتوبر 1764 (بعد أسبوع من رحيله). معلقًا)، حيث يُقال في يوسف خان إنه "ينحدر من البذرة القديمة لتلك الأمة". وفقًا لمخطوطة تاميلية قديمة منطقة بانديان، منطقة تشولا هي النظام التاريخي الملكي الأصلي، تأسست سلالة بانديا في مادوراي على يد ماثوراناياجا بانديان (ماثوراناياجام).  ويُعتقد أن يوسف خان هو من نسله.
نظرًا لكونه مضطربًا جدًا في شبابه، غادر يوسف خان قريته الأصلية، وعاش لاحقًا بصحبة أستاذه في الفنون القتالية واعتنق الإسلام.   خدم الحاكم الفرنسي جاك لو في بونديشيري. وهنا أصبح صديقًا لفرنسي آخر، هو مارشاند (أحد أتباع جاك لو)، الذي أصبح فيما بعد قائدًا للقوة الفرنسية تحت قيادة يوسف خان في مادوراي. من غير الواضح ما إذا كان يوسف خان قد تم فصله من هذه الوظيفة أو تركه بمفرده. غادر بونديشيري إلى تانجور وانضم إلى جيش التانجور كجندي سيبوي (جندي مشاة). 

## التعليم والمهنة المبكرة
في هذا الوقت تقريبًا، قام كابتن إنجليزي يُدعى برونتون بتعليم يوسف خان، مما مكنه من إتقان لغات مثل التاميل والفرنسية والبرتغالية والإنجليزية والعربية والأردية. وبطموحه تعلم هذه اللغات. انتقل لاحقًا إلى نيلور وتولى ألقاب قاضي التحقيق والموظف المدني والمشرف. انتقل من تانجور إلى نيلور (في ولاية أندرا براديش الحالية)، حيث عمل كطبيب محلي تحت قيادة محمد كمال، بالإضافة إلى مسيرته العسكرية. لقد تقدم عبر الرتب، بدءًا من ثاندالغار (جابي الضرائب)، ثم أصبح هافيلدار، وفي النهاية حصل على رتبة سوبيدار. هذه هي الطريقة التي يُشار إليه بها في السجلات الإنجليزية باسم "نيلور سوبدار". تم تجنيده لاحقًا تحت قيادة تشاندا صاحب الذي كان آنذاك نواب أركوت. أثناء إقامته في أركوت، وقع في حب فتاة مسيحية "برتغالية" (مصطلح فضفاض لشخص من أصل هندي أوروبي مختلط أو هندية لوسو) تدعى مارسيا أو مارشا، وتزوجها.

## حروب كارناتيك
في عام 1751، كان هناك صراع مستمر على عرش أركوت، بين محمد علي خان والاجاه، ابن نواب أركوت السابق أنور الدين محمد خان، وقريبته شاندا صاحب. طلب الأول المساعدة من البريطانيين بينما طلب الأخير المساعدة من الفرنسيين. نجح تشاندا صاحب في البداية، مما أجبر محمد علي على الهروب إلى الحصن الصخري في تيروتشيرابالي الذي كان تحت الحصار. قاد الملازم روبرت كلايف قوة إنجليزية صغيرة قوامها 300 فرد جنود في هجوم تحويلي على أركوت، وأرسل تشاندا صاحب قوة قوامها 10000 جندي بقيادة ابنه رضا صاحب، بمساعدة جيش نيلور الذي كان يوسف خان أحد أفراده. في Arcot، وبعد ذلك في كافيريباكام، تعرض ابن تشاندا صاحب لهزيمة شديدة على يد كلايف، وانسحبت تشاندا صاحب وقُتلت. قامت شركة الهند الشرقية بسرعة بتثبيت محمد علي ليكون نواب أركوت وانشقت معظم القوات المحلية لتشاندا صاحب إلى البريطانيين.
تحت قيادة الرائد سترينجر لورانس، تم تدريب يوسف خان على الطريقة الأوروبية للحرب وأظهر موهبة في التكتيكات والاستراتيجية العسكرية. على مدى العقد التالي، مع استمرار شركة الهند الشرقية البريطانية في قتال شركة الهند الشرقية الفرنسية في حروب كارناتيك، أدت تكتيكات حرب العصابات التي اتبعها يوسف خان، والتي قطعت خطوط الإمداد الفرنسية بشكل متكرر، إلى إعاقة الجهود الفرنسية بشكل كبير.
بحلول عام 1760، وصل يوسف خان إلى ذروة حياته المهنية كقائد عسكري "قاهر". (قبل بضع سنوات حصل على رتبة "قائد سرية السيبوي"). وكان أكبر مؤيديه خلال هذه الفترة هو جورج بيجوت، الحاكم الإنجليزي في مدراس. كان يوسف خان يحظى بتقدير كبير للغاية حتى بعد وفاته في المعركة، وفي رأي البريطانيين كان أحد العباقرة العسكريين العظيمين اللذين أنتجتهما الهند على الإطلاق (والآخر هو حيدر علي من ميسور). كان يوسف خان معروفًا باستراتيجيته وحيدر علي لسرعته. اللواء سيدي. قال عنه جون مالكولم بعد ما يقرب من خمسين عامًا، "كان يوسف خان هو الأشجع والأكثر قدرة بين جميع الجنود المحليين الذين خدموا الإنجليز في الهند على الإطلاق".

## السيطرة على مادوراي
عندما تم تنصيب محمد علي كنواب أركوت، كان مدينًا بدين كبير لشركة الهند الشرقية البريطانية، التي منحها حقوق تحصيل الضرائب في مملكة مادوراي. أدت هذه الخطوة إلى صراع بين البريطانيين والبوليغار، وهم إداريون إقطاعيون مؤثرون لم يرغبوا في دفع الضرائب للنواب الضعيف ورفضوا الاعتراف بجامعي الضرائب البريطانيين. في عام 1755، في محاولة لقمع المتمردين البوليغاريين، أرسل النواب والبريطانيون جيشًا إلى الجنوب بقيادة العقيد هيرون، جنبًا إلى جنب مع شقيق النواب محفوظ خان، الذي كان برفقة يوسف خان كحارس شخصي له. ونفذ محفوظ خان وهيرون غارات في الريف مما أثار حفيظة يوسف خان. وبعد ذلك قدم شكوى إلى السلطات البريطانية، مما أدى إلى محاكمة هيرون العسكرية. 
كانت هناك عدة حالات تمرد من قبل آل كالار ضد دفع الضرائب للغزاة المسلمين والبريطانيين. في عام 1755، قاد العقيد هيرون رحلة استكشافية ضد بوليجار كومارافادي، لاكينج (لاكشمي نايك)، الذي لجأ حاكمه مايانا إلى معبد كوفيلكودي في قرية تيرومبور. قاد العقيد هيرون ويوسف خان الجنود في إحراق المعبد. خلال هذه الحادثة، تمت إزالة المعبود الذي يقدسه آل كالار واحتجازه مقابل فدية قدرها خمسة آلاف روبية. نظرًا لأن آل كالار لم يتمكنوا من الدفع، فقد تم صهر التمثال. تمت إدانة هذا الإجراء الذي قام به العقيد هيرون من قبل مجلس مدراس التابع لشركة الهند الشرقية باعتباره لا يليق بضابط إنجليزي، مع الأخذ في الاعتبار التحيز المحتمل الذي قد يسببه بين السكان الأصليين تجاه إنجلترا. أعقب هذه الأحداث مذبحة فيلاور عام 1767، والتي قُتل فيها حوالي 5000 كالار، مما أثار غضب يوسف بشدة. 
في مارس 1756، تم إرسال يوسف خان إلى مادوراي لتحصيل الضرائب واستعادة النظام. كانت مادوراي آنذاك تحت سيطرة بركاد الله (بدعم من حيدر علي من ميسور)، الذي أثار غضب السكان المحليين من خلال السماح لفقير عجوز بالاستعداد لبناء دارغا (قبر إسلامي) لنفسه فوق معبد مادوراي ميناكشي. وصل يوسف خان مع ما لا يقل عن 400 جندي، وهزم جيش بركاد الله الضخم، وأجبره على الفرار إلى سيفاجانجا زامين مع طرد الفقير أيضًا.
واستمرت الاضطرابات في مادوراي. دمر آل كالار البلاد. تمت هزيمة حيدر علي بصعوبة، ولم يكن من الممكن جمع سوى القليل من الإيرادات. فشل البريطانيون في إقناع النواب باستدعاء شقيقه محفوظ خان الذي ربما كان سبب المشكلة. وبعد فترة وجيزة، ولتلبية احتياجاتهم في أماكن أخرى، أجبروا يوسف خان على الانسحاب. كان رحيله بمثابة إشارة لفوضى أكثر وحشية، ولم يكن بإمكان حامية الشركة في مادوراي سوى جمع الضرائب من الدولة الموجودة مباشرة تحت أسوارها من أجل إعالة أنفسهم.

أعادت الشركة لاحقًا يوسف خان، وأجرت له مادوراي وتينفيلي مقابل خمسة آلاف جنيه إسترليني (500000 روبية) سنويا. أعاد يوسف خان الأراضي إلى معبد ميناكشي المنهوب، وبحلول ربيع عام 1759 بدأ في قطع الطرق عبر الغابة لملاحقة عصابات اللصوص المسلحين التي ابتليت بها الريف. من خلال مطاردة المجرمين وإعدامهم بلا هوادة، أعاد النظام إلى البلاد وأخضع البوليغار. كما قام بتجديد خزانات المعبد والبحيرات والحصون التي دمرها حيدر علي. أدت كل هذه الإجراءات إلى زيادة إيرادات النواب والبريطانيين، وجعلت نفسه قويًا للغاية.

### حروب مثيرة للجدل مع Palayakkars
خلال هذا الوقت، اشتبك يوسف خان مع بولي ثيفار، وهو بوليغار من نركاتومسيفال (بلدة صغيرة تقع إلى الجنوب الغربي من مادوراي)، الذي كان يتمرد ضد النواب والبريطانيين. أقنع يوسف خان أولاً رجا ترافانكور بالتحالف مع النواب، وكسر تحالفه مع بولي ثيفار. نجح يوسف خان في الاستيلاء على بعض حصون بولي ثيفار حيث فشل محمد علي سابقًا. ومع ذلك، في عام 1760، واجه يوسف خان انتكاسة طفيفة في محاولته الاستيلاء على فاسوديفانالور، أحد حصون بولي ثيفار الرئيسية. هُزم على يد بولي ثيفار في عدة معارك، وهي المرة الأولى في مسيرته العسكرية التي يتعرض فيها لمثل هذه الهزائم. ومع ذلك، فقد نجح في النهاية في محاولته الثانية. هرب بولي ثيفار لاحقًا من سانكارانكوفيل واختفى من صفحات التاريخ لبضع سنوات. تم الاعتراف ببولي ثيفار اليوم من قبل حكومة تاميل نادو كمناضل من أجل الحرية.
خلال هذا الوقت أيضًا، نجح يوسف خان في صد محاولة الهولنديين للاستيلاء على بلدة الوارتيروناغاري وطاردهم إلى سفنهم الراسية في توتيكورين.

## نزاع مع أركوت نواب
مع تراكم انتصارات يوسف خان وتزايد سمعته، شعر نواب أركوت بالغيرة وخشي من احتمال عزله. لتقليل سلطته، أمر النواب بدفع ضرائب المنطقة مباشرة إلى إدارته بدلاً من إدارة يوسف خان. نصح الحاكم البريطاني اللورد بيجوت يوسف خان بالاستجابة لرغبات النواب، وأيد التجار البريطانيون ذلك لأنهم اعتبروا يوسف خان موظفًا لدى نواب. في هذه الأثناء، خطط النواب وشقيقه محفوظ خان لمخطط لتسميم يوسف خان.
في عام 1761، ومرة أخرى في عام 1762، طلب يوسف خان الاستمرار في تأجير مادورا وتينفيلي لمدة أربع سنوات إضافية بمبلغ سبعة آلاف جنيه إسترليني (700000 روبية) سنويا. تم رفض عرضه، وبعد ذلك بوقت قصير بدأ في جمع القوات على أمل أن يصبح سيد مادوراي. أبلغ بعض التجار البريطانيين النواب والشركة عن إنفاق يوسف خان مبالغ طائلة على قواته. ردًا على ذلك، أرسل النواب والبريطانيون النقيب مانسون لاعتقال يوسف خان.
في هذه الأثناء، كتب يوسف خان إلى سيفاجانغا زامينداري يذكرهم بالضرائب المستحقة عليهم. جاء وزير وجنرال سيفاجانغا إلى مادوراي للقاء يوسف خان، وتم تحذيره بوقاحة من أنه سيتم ضم مناطق معينة في حالة عدم السداد. أمر زمندار على الفور بـ "القبض على يوسف خان وشنقه مثل الكلب". في هذه الأثناء، اشتكى جنرال رامناد زامين دامودار بيلاي وثاندافارايان بيلاي إلى نواب من أن يوسف خان قد نهب قرى سيفاجانجا وبدأ مصنعًا لتصنيع المدافع بالتعاون مع مارشو فرنسي.
سرعان ما حشد النواب والبريطانيون جيشا. لقد أحضروا ترافانكور راجا إلى قضيتهم، وفي المعركة التي تلت ذلك، هُزم ترافانكور راجا وتم تقطيع وحرق الأعلام البريطانية في مناطقه، مع رفع العلم الفرنسي على قلعة مادورا.
عندما دعا الحاكم سوندرز في مدراس (تشيناي الآن) خان صاحب لعقد اجتماع، رفض إثارة غضب شركة الهند الشرقية. في ذلك الوقت، أعلن شاه دلهي ونظام علي حاكم حيدر أباد ـ أسياد أركوت نواب ـ أن يوسف خان هو الحاكم القانوني الشرعي لمادوراي وتيرونيلفيلي. ترك هذا النواب والبريطانيين يبحثون عن بعض الشرعية للقبض على يوسف خان وقتله.

## الإجراءات الدفاعية والسقوط

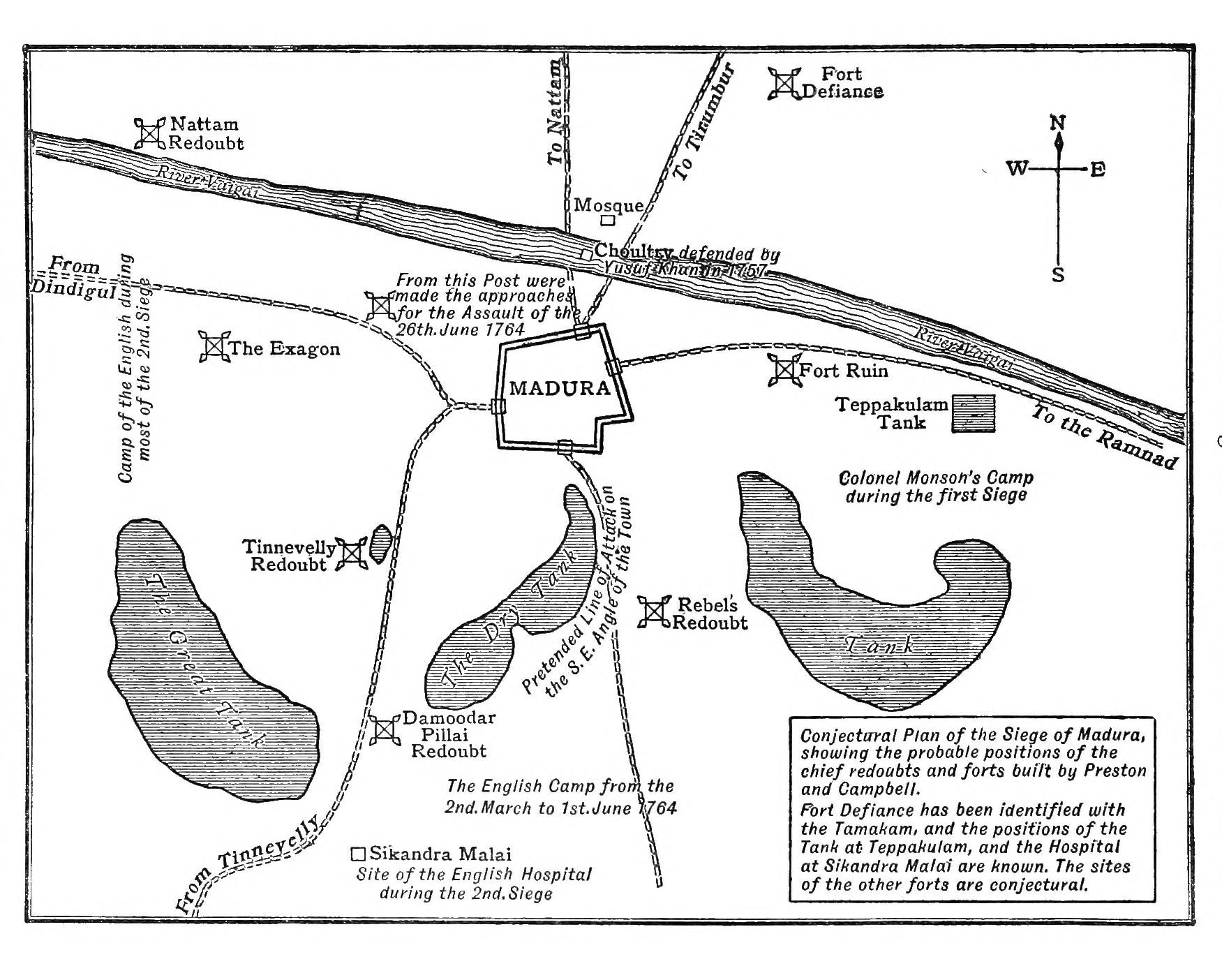
حصار مادوراي الثاني

أعلن يوسف خان نفسه حاكمًا مستقلاً لمادوراي وتيرونيلفيلي، لكن كان هناك أعداء يتربصون به. كان ولاءه السابق للنواب والبريطانيين قد أثار غضب ميسور، وسعى البوليغار المتبقون إلى العودة إلى الشهرة. انضمت ممالك تانجور، وترافانكور، وبودوكوتاي، ورمناد، وسيفاجانجا إلى البريطانيين وأركوت نواب لمهاجمة يوسف خان. في الحصار الأول لمادوراي عام 1763، لم يتمكن الإنجليز من إحراز أي تقدم بسبب عدم كفاية القوات وتراجع الجيش إلى تيروتشي بسبب الرياح الموسمية. أعاد نظام علي من حيدر أباد التأكيد على أن يوسف خان هو الحاكم الشرعي، في حين أصدر أركوت نواب والبريطانيون أمرًا بإلقاء القبض على يوسف خان حيًا وشنقه أمام أول شجرة معروفة.
وفي عام 1764، حاصرت القوات البريطانية قلعة مادوراي مرة أخرى، وقطعت الإمدادات هذه المرة. ظل يوسف خان وقواته بدون طعام وماء لعدة أيام (وفقًا لمصادر أوروبية، كانوا يعيشون على لحوم الخيول والقردة)
) لكنه صمد أثناء تقوية الدفاعات، وصدّ الهجوم الرئيسي بخسارة 120 جنديًا. الأوروبيون (بما في ذلك 9 ضباط) قتلى وجرحى. لم يتم إحراز تقدم يذكر ضده، باستثناء أن المكان أصبح الآن محاصرًا بشدة.
استشار أركوت نواب سيفاجانجا عام ثاندافارايا بيلاي، جنبًا إلى جنب مع الرائد تشارلز كامبل، لتدبير مؤامرة تهدف إلى رشوة ثلاثة من المقربين من يوسف خان: ديوان سرينيفاسا راو، وقائد المرتزقة الفرنسي مارشان، وطبيب خان بابا صاحب. وبينما كان يوسف خان يؤدي صلاة الفجر في منزله، قبضوا عليه بهدوء وربطوه بعمامته. وهرعت زوجة يوسف خان إلى مكان الحادث مع حراس المنزل، لكن المرتزقة المسلحين تسليحا جيدا تغلبوا عليهم. تحت جنح الظلام، أحضر مارشاند يوسف خان إلى كامبل، مع بقاء معظم قوات يوسف خان المحلية غير مدركة لما حدث.
في اليوم التالي، مساء يوم 15 أكتوبر 1764، بالقرب من معسكر الجيش في ساماتيبورام على طريق مادوراي-دينديغول، أُعدم يوسف خان باعتباره متمردًا على يد محمد علي خان والاجاه، نواب أركوت. هذا المكان على بعد حوالي 2 ميل (3.2 كـم) إلى الغرب من مدينة مادورا المعروفة باسم دابيدار تشانداي (شاندي)، ودُفنت جثته في المكان.

## أساطير وفاته
تقول إحدى الأساطير أنه تم شنقه ثلاث مرات قبل أن يموت أخيرًا. القصة المختصرة هي أن المحاولتين الأوليين للتعليق باءتا بالفشل بسبب قطع الحبل ولم تنجح سوى المحاولة الثالثة.أمر نواب أركوت محمد علي المؤمن بالخرافات بتقطيع جثة يوسف خان إلى أجزاء كثيرة ودفنها في أجزاء مختلفة من منطقته. كما تقول القصة، تم إرسال رأسه إلى تريشي، وذراعيه إلى بالايامكوتاي، وساقيه إلى بيرياكولام وتانجور. تم دفن الجذع مقطوع الرأس وبلا أطراف في ساماتيبورام مادوراي. في عام 1808، تم تشييد مسجد مربع صغير فوق القبر في ساماتيبورام، على يسار الطريق المؤدي إلى ثيني، في كالافاسال، خلف بوابة رسوم المرور بقليل، ويُعرف باسم باليفاسال خان صاحب.
لا توجد روايات عن مارشا زوجة يوسف خان وابنه بعد عامين أو ثلاثة أعوام من الشنق. وفقًا للتقاليد المحلية، ماتت مارشا بعد وقت قصير من وفاة زوجها ونشأ الطفل الصغير في سرية تامة على يد سرينيفاسا راو (ديوان يوسف خان) في الوارثيروناغاري. ربما شعر سرينيفاسا راو أن الصبي الصغير لديه فرص أفضل للبقاء على قيد الحياة حيث كان الناس يتصرفون بلطف تجاه يوسف خان لصد الغزو الهولندي. بناءً على رغبة مارشا الأخيرة، وحفاظًا على السرية، أطلق سرينيفاسا راو على الصبي اسم ماروثاناياغام (الاسم الهندوسي الأصلي ليوسف خان) وقام بتربيته على الإيمان المسيحي. انتقل أحفاد يوسف خان لاحقًا إلى بالايامكوتاي.
أحفاد بابا صاحب، طبيب يوسف خان، يعيشون حول كريشنان كوفيل في منطقة فيرودوناغار. وما زالوا يمارسون الطب المحلي وتثبيت العظام.
تم هدم حصن مادوراي،  الذي دافع عنه يوسف خان من الحصار في عامي 1763 و1764، في نهاية القرن التاسع عشر. كان مسكنه، وفقًا للخريطة الفرنسية،  داخل ميدان الحرس الرئيسي (مينكاتو بوتال باللغة التاميلية؛ مينكاتو هو فساد الحرس الرئيسي)، وهو مربع رباعي يحده شارع غرب أفاني مولا وطريق نيتاجي وغرب بانديان أجيل (أغالي) شارع. عاش يوسف خان في المعقل الرئيسي لقلعة بانديان القديمة، والمعروفة أيضًا باللغة التاميلية باسم مولاي كوثلام (برج الزاوية الرئيسي؛ مولاي في التاميل تعني الزاوية) عند الزاوية التي يشكلها شارع غرب أفاني مولا وشارع أفاني مولا الجنوبي. تقع شوارع أفاني مولا الأربعة، الشمال والغرب والجنوب والشرق، داخل قلعة بانديان القديمة، والتي كانت عبارة عن مربع تقريبًا. خارج أسوار القلعة مباشرة كان يوجد الخندق القديم، الذي ملأه حكام ناياك ولا يمكن تخمين موقع الخندق إلا من خلال أسماء الشوارع التي تجري بالقرب من الخندق أو ربما على الخندق نفسه، مثل شارع ويست بانديان أجيل (أجيل هو فساد أجازي). قام الملك فيسواناثا ناياك بتوسيع حدود المدينة بشكل أكبر وتم بناء أسوار القلعة الجديدة خارج شوارع ماسي. كانت مدينة مادوراي البانديانية القديمة تضم معبد ميناكشي عمان المبكر في وسطها؛ كان يحيط بها اثني عشر طريقًا دائريًا متحدة المركز، سُمي كل منها على اسم شهر تاميل. كان الطريق الدائري الأعمق هو تشيثراي وأبعد طريق بانجوني. ومع خضوع المعبد لتوسعات دورية على مر القرون، احتفظ الشارع المجاور لمباني المعبد باسم شارع تشيثراي. والآن، يمكن التعرف على ثلاثة فقط من الشوارع الاثني عشر القديمة؛ تشيثراي وأفاني وماسي.
تم تفكيك الحصن الموجود في بالايامكوتاي،  والذي استخدمه أثناء حروبه مع البوليغار، في منتصف القرن التاسع عشر. لم يتبق سوى أجزاء من المعقل الغربي (الذي يضم الآن مركز شرطة ميداي)، والمعقل الشرقي (الذي يضم الآن متحف تيرونلفيلي) وبعض الأجزاء القصيرة من الجدار الشرقي. 

## شخصية
هناك العديد من القصص التي ترويها التقاليد عن يوسف خان، الذي يُقال إنه سليل أسرة بانديان القديمة، الذي بدأ حياته كفلاح عادي وبفضل عبقريته العسكرية وصل إلى قمة السلطة الملكية عندما أصبح حاكمًا للأرض. فقط ليسقط بخيانة رفاقه.
في تيرونلفيلي ومادوراي، كانت إدارته بأكملها تدل على القوة والتأثير. وكانت عدالته لا جدال فيها، وكلمته غير قابلة للتغيير، وكانت تدابيره مجتمعة في سعادة ونُفذت بحزم، ولم يكن للمذنب ملجأ من العقاب. لم تكن الحكمة والنشاط والنزاهة أكثر وضوحًا في أي شخص مهما كان مناخه أو لون بشرته. المؤلف العقيد فولرتونسورس، رؤية للمصالح الإنجليزية في الهند (1785).

## في الثقافة الشعبية
بدأ الممثل الهندي كمال حسن في عام 1997 تصوير الفيلم ماروداناياغام الذي يصور ماروثانياغام بيلاي باللغات الإنجليزية والفرنسية والتاميلية. وتوقف تصويره بعد فترة وجيزة بسبب قيود مالية ومشاكل سياسية.